# Gustav von Arnim (général, 1856)
Ne doit pas être confondu avec Gustav von Arnim (général, 1796) ou Gustav von Arnim (général, 1829).

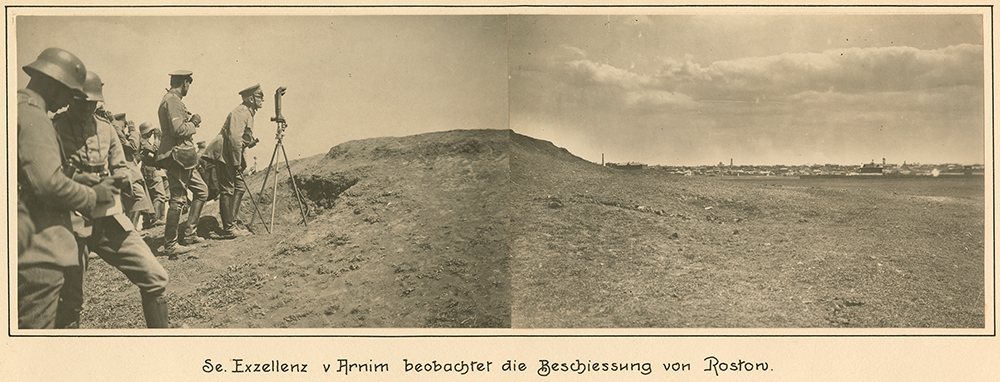
Le lieutenant-général Gustav von Arnim observe le bombardement de Rostov-sur-le-Don (7 ou 8 mai 1918)

Friedrich Karl Paul Gustav von Arnim (né le 18 juin 1856 à Potsdam et mort le 6 octobre 1932 à Berlin) est un lieutenant général prussien de la Première Guerre mondiale.

## Biographie
Il est issu de la noble famille von Arnim et est le fils du futur général d'infanterie prussien Gustav von Arnim et de son épouse Henriette Friederike Pauline Elisa, née Gumtau (1830–1914).
Après l'Académie de chevalerie de Brandebourg, Arnim étudie le droit à partir de 1875 à l'Université Robert-Charles de Heidelberg, à l'Université Empereur-Guillaume de Strasbourg et à l'Université Frédéric-Guillaume de Berlin. En 1876, il devient membre du Corps Saxo-Borussia Heidelberg. Après avoir obtenu un doctorat et l'examen de stage, il poursuit une carrière d'officier dans l'armée prussienne. En 1907, il est nommé colonel et commandant du 7e régiment de hussards à Bonn. L'année où il prend sa retraite en tant que commandant de régiment, son corps du cartel du Borussia Bonn lui décerne le ruban du corps. Il est promu général de division le 22 mars 1912 et devient commandant de la 28e brigade de cavalerie stationnée à Karlsruhe. Il est ensuite promu lieutenant général. Pendant la Première Guerre mondiale et au-delà, il commande, avec une interruption du 4 janvier 1918 au 17 février 1919, la 20e division de Landwehr (de)
Après son départ, Arnim vit à Berlin-Charlottenbourg. Il est marié à Wally von Plötz. Ils ont un fils.